# Rambo: First Blood Part II
Rambo: First Blood Part II (bra: Rambo 2 - A Missão; prt: Rambo II - A Vingança do Herói) é um filme americano de 1985, dirigido por George P. Cosmatos, com história de Kevin Jarre e roteiro de Sylvester Stallone e James Cameron. É o segundo filme da série em que Sylvester Stallone interpreta o veterano de guerra John Rambo. No Brasil, o filme recebeu três dublagens distintas. A primeira, mais rara, feita por André Filho, a segunda feita pelo atual dublador oficial Luiz Feier Motta para os discos lançados pela Flashstar. Por fim, existe ainda uma terceira dublagem, feita para os discos lançados pela Studio Canal.

## Enredo
O filme começa com John Rambo preso em um campo de trabalho sendo chamado pelo seu antigo coronel, Samuel Trautman, para uma missão no Vietnã: ele deverá verificar os prisioneiros de guerra americanos que lá estão. O local é o mesmo do qual ele escapou em 1971 e é considerado uma das 3 pessoas mais preparadas para tal. Em troca, ganharia sua liberdade e a possibilidade de voltar ao exército americano. Ele aceita e é imcubido de apenas tirar fotos dos prisioneiros para provar para o governo e para a população que estes existem. No local, Co Bao, uma mulher do local que está trabalhando para os americanos estará a sua espera para auxiliá-lo na missão, que deverá ser cumprida em um período de 36 horas. Durante a sua chegada às terras vietnamitas, por um salto de para-quedas, Rambo perde grande parte dos seus equipamentos e toca o solo somente com uma faca, arco e flechas. Co Bao o leva para um acampamento onde estão muitos prisioneiros de guerra americanos. Ele resolve ignorar as ordens recebidas e invade o acampamento para tentar algum resgate. Na tentativa de libertar um prisioneiro, ele se encontra novamente com Co Bao e tentam escapar do local, matando muitos soldados e destruindo até um barco da marinha que estava a sua procura, pois os vietnamitas encontraram os soldados por ele mortos. Isso enquanto o coronel inicia a operação de resgate de Rambo, encontra-o, mas no momento do salvamento, recebe ordens do marechal Murdock para que aborte a missão e, sob a mira do revólver de um dos ocupantes do helicóptero, acata as ordens superiores e Rambo é preso com o prisioneiro que tentava libertar. Murdock teme o que pode acontecer consigo e com seu partido se a situação dos prisioneiros vier a público. Rambo então clama por vingança a Murdock, foge da prisão com o auxílio de Co Bao, que entrou no acampamento se passando por uma prostituta. Quando achavam que estavam a salvo, ela cuida dele e acabam se beijando, mas logo depois são surpreendidos por um grupo de soldados que a matam. Rambo, desejando mais ainda a vingança, ataca os vietnamitas e os russos que os apoiavam, exterminando-os do acampamento. Salva os prisioneiros e exige que Murdock vá atrás de todos os outros. Assim, nega voltar ao exército e obtém sua liberdade de volta.
O argumento do filme muito se assemelha ao roteiro de Braddock - O Super Comando (Missing in Action), de 1984, estrelado por Chuck Norris.

## Produção
Os produtores do filme acharam que o filme seria mais lucrativo se Rambo obtivesse um parceiro em sua missão de resgate. Este parceiro seria interpretado por John Travolta, porém, Stallone não aprovou a ideia.
A ideia original de titulo para o filme foi de James Cameron, que queria que o nome do filme fosse First Blood II: The Mission (traduzindo para português A Missão).

## Recepção comercial
O filme que custou em torno de 27 milhões de dólares para fazê-lo, foi sucesso de bilheteria. Só na América do Norte rendeu $150 milhões, ficando ao lado dos 2 filmes mais bem sucedidos de 85 na América do Norte, junto de Back to the Future e Rocky IV, este último do próprio Stallone.
Apesar do filme ter sido sucesso comercial, na crítica a história foi diferente, o filme foi massacrado. Chegando até a ser indicado e vencendo como pior filme de 1985 no Golden Raspberry Awards.

## Premiações
Apesar de ser indicado ao pior filme do ano, foi o único filme da série a ser indicado pela Academy Award por melhor edição de som.